# Love 4 Money
Love 4 Money je slovenská funková skupina, která vznikla koncem roku 1998 v Bratislavě. Zakladatelem skupiny byl Matúš Kľúčik, který je autorem většiny hudby a textů.
V roce 2000 skupina vydala svoje debutové album pod názvem Stop. Hlavním producentem byl Henry Tóth. Nejznámějšími skladbami z tohoto alba jsou „Bejbä“ nebo „Ráno“. O tři roky později kapela vydala své druhé a momentálně i poslední album s názvem Bonboniéra.

## Sestava
- Tomáš Palonder – hlavní vokály
- Matúš Kľúčik – kytary, zpěv
- Andy Groll – basa
- Karol Havlovič – bicí
- Peter Raitl – bicí
- Marian Jaslovský – saxofon, flétna
- Jozef Chorvát – trombon, klavír
- Michal Mikušiak – trumpeta

## Diskografie

### Alba
- 2000 – Stop – Monitor-EMI, CD
- 2003 – Bonboniéra – Millenium Records, CD

### Videoklipy
- „Ráno“
- „To sa stáva“